# Anoplosiagum pentaphyllum
Anoplosiagum pentaphyllum är en skalbaggsart som beskrevs av Hermann Burmeister 1855. Anoplosiagum pentaphyllum ingår i släktet Anoplosiagum och familjen Melolonthidae. Inga underarter finns listade i Catalogue of Life.